# Can Font (Sitges)
Can Font és un edifici entre mitgeres de planta baixa, pis i golfes a la vila de Sitges (Garraf) catalogat a l'Inventari del Patrimoni Arquitectònic de Catalunya. A la planta baixa hi ha dues obertures d'arc escarser; la de l'esquerra és una finestra balconera i la de la dreta és la porta d'accés. Al primer pis hi ha un balcó que ocupa tota la façana, sostingut per cartel·les i amb una única obertura rectangular, dividida per columnes corínties i coronada per un frontó. Tant les columnes com el frontó són el resultat de l'estilització del models clàssics. A les golfes hi ha dues obertures rectangulars. L'acabament de l'edifici és amb cornisa molt sobresortint sostinguda per cartel·les.
Segons consta a l'Arxiu Municipal de Sitges, el 2-11-1898 la propietària del terreny, Salvadora Font de Dalmau, va demanar permís a l'Ajuntament per edificar-hi una casa, segons plànols de l'arquitecte Salvador Vinyals, petició que va ser aprovada el mateix dia.